# Varieties of Capitalism
Varieties of Capitalism: The Institutional Foundations of Comparative Advantage is een boek dat is samengesteld door de politieke economen Peter A. Hall en David Soskice. In de omvangrijke introductie van het boek zetten Hall en Soskice twee verschillende types van kapitalistische economieën uiteen: liberale markt economieën (LME = liberal market economies) (bijvoorbeeld de Verenigde Staten, het Verenigd Koninkrijk, Canada, Australië, Nieuw-Zeeland en Ierland) en gecoördineerde markt-economieën (CME = coordinated market economy) (bijvoorbeeld Duitsland, Japan, Zweden en Oostenrijk). 
Deze twee types kunnen onderscheiden worden door de manier waarop bedrijven coördineren met elkaar en andere actoren, zoals vakbonden. In LME's coördineren bedrijven hun handelingen middels hiërarchieën en marktmechanismen. Gecoördineerde markt-economieën baseren zich meer op niet-markt vormen van interactie in hun coördinatie van relaties met andere actoren. 

## De vijf sferen van werknemers-bedrijfs relaties in een LME en CME
Hall en Soskice hebben vijf sferen uiteengezet waarin bedrijven relaties met anderen dienen aan te gaan:
1.  Industriële relaties - Bedrijven moeten samenwerken met hun arbeiders, vakbonden en andere werkgevers over salarissen en productiviteit. In CME's bestaat over het algemeen een hogere mate van lidmaatschap van vakbonden en werkgeversorganisaties en bestaat er een tendens om te onderhandelen over salarissen op het industriële, sectorale of nationale niveau. In LME's is daarentegen sprake van een minder sterke organisatie van arbeiders en werkgevers en nemen onderhandelingen over salarissen voornamelijk plaats op bedrijfsniveau.
2.  Beroepsonderwijs en educatie - In CME's hebben arbeiders vaak specifieke vaardigheden die verbonden zijn aan het bedrijf of de industrie waarin zij werken. In LME's hebben arbeiders veel minder specifieke vaardigheden, waardoor zij gemakkelijk werkzaam kunnen zijn in andere type bedrijven.
3. corporate governance - Bedrijven in CME's zijn in grotere mate afhankelijk van langetermijnskapitaal, kortom, kapitaal dat niet volledig afhangt van de financiële openheid en korte termijnsprofijten op investeringen. LME's zijn meer afhankelijk van publieke informatie over financiën en kortetermijnskapitaal, zoals de aandeelbeurzen.
4. Onderlinge bedrijfsrelaties - Onderlinge bedrijfsrelaties in CME's neigen meer naar samenwerking, daar waar onderlinge bedrijfsrelaties in LME's meer competitief zijn. 
5. Relaties met werknemers - In CME's moeten managers vaak samenwerken met werknemers om zodoende tot overeenstemming te komen over grote beslissingen, daar waar er in LME's meer sprake is van een vijandige relatie tussen management en werknemers en zijn managers vaak de primaire besluitnemers.

## LME en CME in de praktijk
Hall en Soskice hebben kapitalisme in verschillende landen ondergebracht in de twee categorieën van LME en CME (al is er ook een hybride-type waarbinnen landen die zich in de mediterrane regio bevinden toe behoren. Dit hybride-type wordt niet besproken door Hall en Soskice). Varianten van kapitalisme is een nieuw raamwerk waarbinnen de institutionele overeenkomsten en verschillen tussen de ontwikkelde economieën begrepen kunnen worden, aangezien nationale, politieke economieën vergeleken kunnen worden door te kijken naar manieren waarop bedrijven zich gedragen in de eerder genoemde vijf sferen. 
Deze twee modellen zijn de polen van een spectrum waarin vele landen kunnen worden ingedeeld. Bijvoorbeeld: zelfs binnen deze twee types, de CME en LME, zijn er verscheidene variaties. Andere auteurs hebben hun kijk verlengd naar landen buiten West-Europa en de Verenigde Staten en andere vormen van kapitalisme vastgesteld, zoals de afhankelijke markteconomie en de hiërarchische markteconomie.
Volgens het boek zijn instituten niet gevormd door het wetssysteem, maar ook door informele regels en algemene kennis opgedaan door actoren tegen de achtergrond van de geschiedenis en cultuur van een land. Institutionele overeenkomsten suggereren dat naties met een specifiek type instituut ook complementaire instituten ontwikkelen in andere sferen (bijvoorbeeld: in landen waarin sprake is van liberalisatie van de aandeelbeurs is er minder streng arbeidsrecht en andersom). Bedrijven van LME's en CME's reageren op heel verschillende wijzen op vergelijkbare schokken en instituten zijn gesocialiseerde agentschappen en ondergaan een voortdurend proces van aanpassing
Institutionele samenstellingen van de politieke economie van een land neigen ertoe om bedrijven richting een specifieke bedrijfsstrategie in te duwen. Derhalve zijn er twee typen economieën met verschillende mogelijkheden voor innovatie en wordt in deze economieën inkomen en werkgelegenheid op andere wijzen verdeeld.